# Route nationale 135a
La route nationale 135A ou RN 135A était une route nationale française reliant Vic-en-Bigorre à Rabastens-de-Bigorre.
À la suite de la réforme de 1972, elle a été déclassée en RD 934.

## Ancien tracé de Vic-en-Bigorre à Rabastens-de-Bigorre (N135a)
- Vic-en-Bigorre
- Sarriac-Bigorre
- Rabastens-de-Bigorre

## Actuel tracé de Vic-en-Bigorre à Rabastens-de-Bigorre  (D 934)
Depuis 1972 l'actuel tracé démarre à l'intersection de la D 6 au centre de Vic-en-Bigorre , passe au nord de Sarriac-Bigorre, pour se terminer à Rabastens-de-Bigorre à l'intersection de la N 21.

## Descriptif

### Longueur
L'itinéraire présente une longueur de 8 km.

### Nombre de voies
La RD 934 est sur la totalité de son tracé bidirectionnelle à deux voies.

### Tracé
Elle est entièrement dans le pays du Val d’Adour.

## Gestion, entretien et exploitation

### Organisation territoriale
En 2022, les services routiers départementaux sont organisés en cinq agences techniques départementales et 25 centres d'exploitation qui ont pour responsabilité l’entretien et l’exploitation des routes départementales de leur territoire.
La RD 924 dépend de l'agence du pays du Val d’Adour et du centre d'exploitation de Vic-en-Bigorre.